# Municipio de Wesley (Illinois)
El municipio de Wesley (en inglés: Wesley Township) es un municipio ubicado en el condado de Will en el estado estadounidense de Illinois. En el año 2010 tenía una población de 2241 habitantes y una densidad poblacional de 30,34 personas por km².

## Geografía
El municipio de Wesley se encuentra ubicado en las coordenadas 41°15′20″N 88°3′45″O / 41.25556, -88.06250. Según la Oficina del Censo de los Estados Unidos, el municipio tiene una superficie total de 73.87 km², de la cual 72,12 km² corresponden a tierra firme y (2,36 %) 1,75 km² es agua.

## Demografía
Según el censo de 2010, había 2241 personas residiendo en el municipio de Wesley. La densidad de población era de 30,34 hab./km². De los 2241 habitantes, el municipio de Wesley estaba compuesto por el 96,83 % blancos, el 0,4 % eran afroamericanos, el 0,18 % eran amerindios, el 0,09 % eran asiáticos, el 1,07 % eran de otras razas y el 1,43 % eran de una mezcla de razas. Del total de la población el 3,53 % eran hispanos o latinos de cualquier raza.